# Bundesfreies Gebiet
Als bundesfreies Gebiet wird in der Rechts-, Politik- und Verwaltungswissenschaft ein Gebiet innerhalb eines Bundesstaates bezeichnet, das zwar zum Gebiet eines seiner Gliedstaaten gehört, aber nicht zugleich auch zum Gebiet des Gesamtstaats.
Der Begriff lässt sich auch auf Staatenbünde anwenden sowie überhaupt auf (bündische) Mehrebenensysteme, in denen ein Gebiet zu einem Teil (Mitgliedstaat, Element) gehört, aber nicht zum Ganzen (Bund, System). 
Beispiele sind 
- historisch der südlich der Mainlinie gelegene Teil des Großherzogtums Hessen, der nicht zum Bundesgesamtstaat Norddeutscher Bund gehörte (1867–1871),
- historisch die Teile Preußens und Österreichs, die nicht zum Staatenbund Deutscher Bund gehörten (1815–1866), siehe die Liste der Territorien im Deutschen Bund,
- die Färöer als Teil Dänemarks, die nicht der Rechtsordnung der Europäischen Union als Staatenverbund unterliegen, siehe „Gebiete, die nicht zur EU gehören“.

Gegenstück zum bundesfreien Gebiet ist das bundesunmittelbare Gebiet, also ein Gebiet, das zum Gesamtstaat gehört, aber nicht zu einem seiner Gliedstaaten. Ein Beispiel dafür ist der Bundeshauptstadtbezirk Washington, D.C., oder (historisch) das Reichsland Elsaß-Lothringen.